# The Toughest
The Toughest est une compilation de Peter Tosh éditée par Heartbeat Records en 1996.

## Liste des chansons
1. Hoot Nanny Hoot  (Dodd, Tosh)  3:09
2. Maga Dog  (Dodd, Tosh)  2:59
3. Amen  (Traditional)  2:33
4. Jumbie Jamboree  (Dodd, Tosh)  3:33
5. Shame & Scandal  (Traditional)  3:01
6. Sinner Man  (raditional)  3:05
7. Rasta Shook Them Up  (Dodd, Tosh)  2:15
8. The Toughest  (Dodd, Tosh)  3:09
9. Don't Look Back  (Robinson, White)  1:50
10. When the Well Runs Dry  (Dodd, Livingston)  2:36
11. Making Love  (Dodd, Tosh)  3:11
12. Can't You See  (Tosh)  2:19
13. Treat Me Good  (Dodd, Tosh)  1:53
14. Rightful Ruler  (Adams, Perry)  2:33
15. 400 Years  (Marley, Tosh)  2:31
16. No Sympathy  (Perry, Tosh)  2:13
17. Secondhand (A.K.A. Brand New Secondhand) [Version 1]  (Perry, Tosh)  3:56
18. Secondhand (A.K.A. Brand New Secondhand) [Version 2]  (Perry, Tosh)  4:24
19. Downpresser  (Perry, Tosh)  3:12